# Geschichte der Maße und Gewichte
Die Geschichte der Maße und Gewichte gehört zum Aufgabengebiet der Wissenschaftsgeschichte. Sie beginnt bei den frühesten Gewichtsstücken und bei Maßeinheiten, die von menschlichen Körperteilen und der natürlichen Umgebung abgeleitet wurden.

## Überblick
Den frühesten Gewichten und Maßeinheiten lagen die Maße von Körperteilen und der natürlichen Umgebung zugrunde. Frühe babylonische und ägyptische Aufzeichnungen sowie Schriften aus der Bibel zeigen, dass die Länge zuerst anhand der Maße von Arm, Hand oder Finger gemessen wurde. Die Zeit wurde nach den Umlaufzeiten oder Rotationsperioden von Sonne, Mond und anderen Himmelskörpern eingeteilt. Wenn man das Volumen von Behältern wie Flaschen oder Tonkrügen vergleichen wollte, wurden sie mit Pflanzensamen gefüllt, die anschließend ausgezählt wurden. Beim Wiegen maß man das Gewicht mit Steinen oder Samen. Die Gewichtseinheit Karat, die bis heute für Schmucksteine verwendet wird, wurde vom Samen des Johannisbrotbaums abgeleitet.
Unsere heutigen Kenntnisse über die frühen Maße und Gewichte stammen aus vielerlei Quellen. Archäologen haben einige frühe Standards geborgen, die heute in Museen aufbewahrt werden. Der Vergleich zwischen den Abmessungen eines Gebäudes und Beschreibungen zeitgenössischer Autoren liefert weitere Informationen. Ein interessantes Beispiel dafür ist der Vergleich der Abmessungen des griechischen Parthenon mit den Beschreibungen von Plutarch, aus dem man ziemlich genau die Länge des attischen Fußes erhält. In manchen Fällen existieren allerdings nur plausible Theorien und Interpretationen.

## Längeneinheiten
Die menschliche Elle – in der Regel die eines ausgewachsenen Mannes – ist das erste Längenmaß, von dem berichtet wird. Das älteste bekannte Beispiel ist die sogenannte Nippur-Elle aus Mesopotamien; ob aus ihr ein gemeinsames Urmaß abgeleitet werden kann, ist in der Fachwelt umstritten.
Die gewöhnliche Elle wurde als die Länge des Armes vom Ellbogen bis zur Spitze des Mittelfingers angesehen. Sie wurde unterteilt in die Spanne (Spannweite der Hand, eine halbe Ellenlänge), die Handbreite (eine sechstel Elle) und den Finger (Fingerbreite, eine vierundzwanzigstel Elle). Die königliche oder heilige Elle war sieben Handbreit oder 28 Finger lang und wurde beim Bau von Gebäuden und Monumenten sowie zur Landvermessung verwendet.
Griechen und Römer erbten den Fuß von den Ägyptern. Der römische Fuß wurde sowohl in zwölf unciae (Zoll) als auch in sechzehn Finger unterteilt. Die Römer führten auch die Meile zu je tausend Doppelschritten ein, wobei jeder Doppelschritt fünf römischen Fuß entsprach.
Später wurden diese Maßeinheiten unter anderem im angloamerikanischen Maßsystem standardisiert.
Der Steinwurf oder Hammerwurf oder auch der Pfeilschuss sind weitere Beispiele für Längenmaße mit historischer Bedeutung. Bayerische Fischer und Müller von (Fluss-)Mühlen „erwarfen“ sich so ihr temporäres Fang- oder Arbeitsgebiet; eine bestimmte Jagdordnung erlaubte einem Jäger ein verletztes Tier einen Beilwurf weit zu verfolgen.

## Gewichtseinheiten

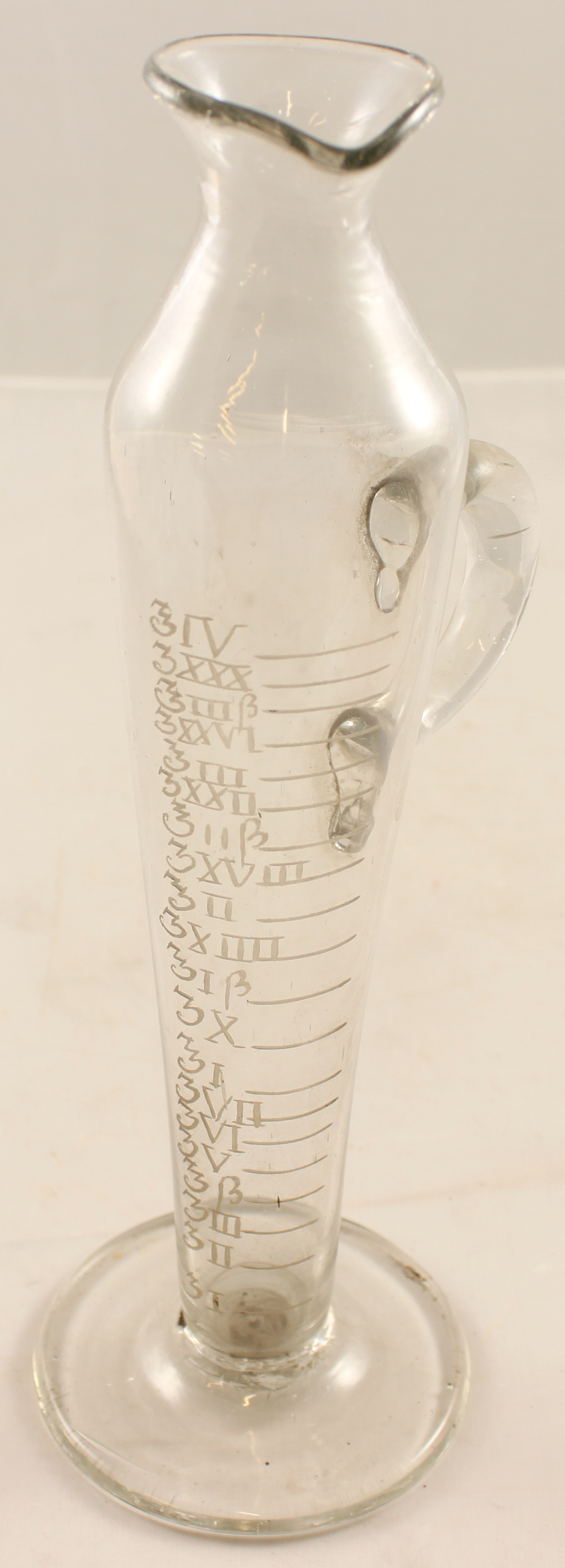
Messzylinder für Dram und Unzen, erste Hälfte 19. Jahrhundert

Ursprünglich wurden Handelsgüter nach Stück oder Volumen bemessen. Als das Wiegen von Gütern begann, basierten die Gewichtseinheiten auf Volumina von Getreidekörnern oder Wasser. Zum Beispiel war das Talent in manchen Gegenden ungefähr so schwer wie ein Kubikfuß Wasser, der etwa einem Volumen von 27 Litern entspricht.
Das grain (von lateinisch granum für „Korn“) war die früheste und kleinste Gewichtseinheit und ursprünglich ein Weizen- oder Gerstenkorn, um die Edelmetalle Gold und Silber abzuwiegen. Größere Einheiten wurden entwickelt, die sowohl als Gewichtsmaß wie auch als Währungseinheit dienten, etwa das Pfund, der Schekel, die Mark und das Talent. Das Gewicht variierte von Ort zu Ort. Bei den Babyloniern und Sumerern waren sechzig Schekel ein Mina, und sechzig Mina ergaben ein Talent. Ein Mina wog etwa 500 Gramm. Das römische Talent bestand aus hundert Pfund, die leichter waren als das Mina. Wie das englische Troy Pound (bei Edelmetallen gebräuchlich) war auch das römische Pfund in zwölf – allerdings leichtere – Unzen eingeteilt.
Das metrische Karat, das ursprünglich vom getrockneten Samen des Johannisbrotbaums abgeleitet war, wurde später auf 1/144 Unze und dann auf 0,2 Gramm festgelegt.

## Beispiel der Vielfalt
Beispiele für die Vielfalt an Maßen in zwei ehemaligen Großherzogtümern vor der landesweiten Maßvereinheitlichung in der ersten Hälfte des 19. Jahrhunderts:
Großherzogtum Baden
- 112 Ellenmaße
- 92 Flächen oder Feldmaße
- 65 Holzmaße
- 163 Fruchtmaße (Volumenmaße)
- 123 Ohm- oder Eimermaße (Flüssigkeitsmaße)
- 63 Wirts- oder Schankmaße
- 80 Pfundgewichte

Großherzogtum Hessen
- 40 Ellenmaße
- 129 Fruchtmaße
- 77 Ohmmaße

Erste Vereinheitlichungen fanden in Deutschland, in Österreich und in der Schweiz noch landesweit in der ersten Hälfte des 19. Jahrhunderts statt. Innerhalb des Zollvereins wurden später die Gewichte in ganz Deutschland teilharmonisiert und mit der Schaffung des Norddeutschen Bundes beziehungsweise des Deutschen Reiches das metrische System für alle Maß- und Gewichtseinheiten bundes- respektive reichsweit eingeführt.

## Einheiten für Zeit und Winkel
Die Einteilung des Kreises in 360 Grad (Symbol: °) und die Einteilung des Tages in Stunden zu je sechzig Minuten mit je sechzig Sekunden lässt sich auf die Babylonier zurückführen, die das Sexagesimalsystem, d. h. ein Zahlensystem mit der Basis 60, verwendeten. Der Vorteil dabei ist, dass die Zahl 360 durch sehr viele Zahlen ohne Rest teilbar ist (siehe auch Division mit Rest) und man somit oftmals aufwendige Bruchrechnungen vermeiden kann. 
Die Einheit Gon (früher: Neugrad, Symbol: g), die den rechten Winkel in hundert Teile einteilt, ist im Alltag völlig ungebräuchlich, wird aber im Vermessungswesen benutzt.
Ein nautischer Strich ist der 32. Teil des Vollkreises, entsprechend 11,25 Grad. Der 200. Teil eines nautischen Strichs heißt artilleristischer Strich (auch: mil) und teilt den Vollkreis in 6400 Teile. Ein artilleristischer Strich entspricht ungefähr einem Meter in einem Kilometer Entfernung (oder einem Millimeter in einem Meter Entfernung). Auch heute noch wird diese Winkelmessung im militärischen Bereich verwendet.
Die Einheit Radiant (Symbol: rad) wird wie folgt definiert: Ein Kreissektor mit einer Bogenlänge, die gleich der Länge des Radius ist, hat das Winkelmaß 1. Die Maßeinheit, die für die Länge von Radius und Bogenlänge benutzt wird, ist beliebig – solange es dieselbe ist. Durch diese Definition ergibt sich, dass ein Vollwinkel 2 · π rad entspricht (ca. 6,2832).

## Angelsächsische Maßeinheiten
Mit der Besetzung Englands durch die Römer gelangte die römische Meile auf die Britischen Inseln. Unter Königin Elisabeth I. wurde die Statute Mile mit 5280 Fuß oder acht Furlongs definiert, wobei ein Furlong aus vierzig Rods zu je 5,5 Yards bestand.
Das heute gültige Yard wurde unter Eduard III. gesetzlich definiert; zuvor war es beträchtlich länger.

## Das metrische System

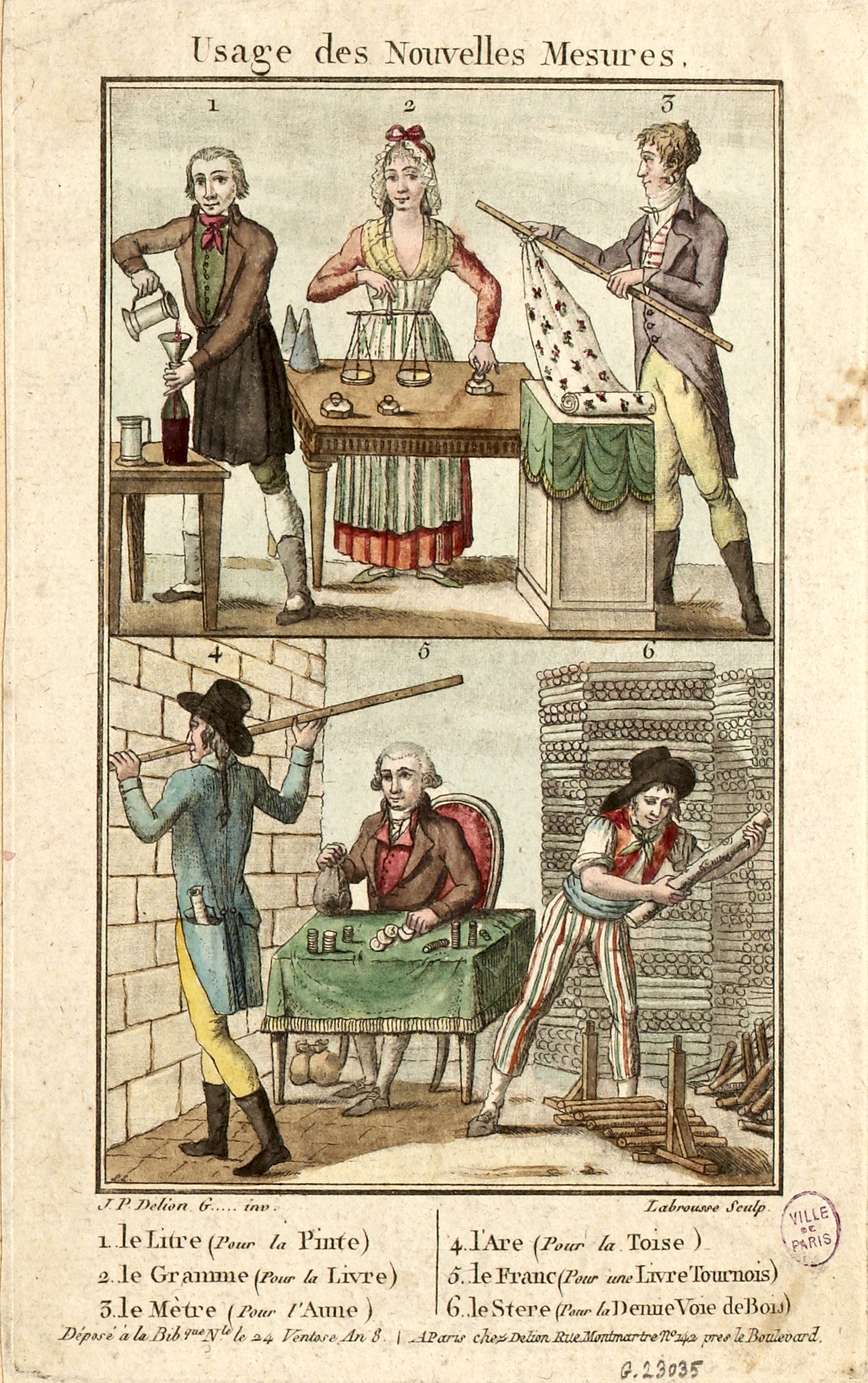
Holzschnitt (1800) mit neuen Maßeinheiten

Das erste wohldefinierte metrische System wurde in Frankreich eingeführt. 1791 wurde gesetzlich die Absicht zur Schaffung eines solchen Systems festgelegt; seine Einführung erfolgte 1793 zur Zeit der Terrorherrschaft der Jakobiner. Erstmals in der Geschichte wurde ein künstlich entwickeltes Maßsystem eingeführt. Die Einführung des dezimalmetrischen Systems erfolgte mit dem Anspruch, ein Maßsystem „Für alle Zeit, für alle Völker“ zu schaffen. In Paris wurde das Urmeter aufbewahrt, das als Referenzgröße geschaffen wurde.
Das erste metrische System war auf Zentimeter, Gramm und Sekunde aufgebaut (cgs-System, c für Centimeter) und diese Einheiten waren sehr praktisch in Wissenschaft und Technik. Spätere metrische Systeme basierten auf Meter, Kilogramm und Sekunde (mks-System), um leichter handhabbar für praktische Anwendungen zu sein, und in der Technik und Industrie entstand das Technische Maßsystem, das als Basiseinheiten Meter, Kilopond (früher: Kraftkilogramm), Sekunde und Grad hatte. Metrische Einheiten haben sich über die ganze Welt verbreitet, zunächst in den nicht englischsprachigen Ländern, aber in letzter Zeit auch dort.
Das metrische System wurde in Frankreich nur langsam angenommen, aber Wissenschaftler und Techniker hielten seine Einführung als internationales System für wünschenswert. Am 20. Mai 1875 wurde ein internationaler Vertrag, die Meterkonvention, von siebzehn Staaten unterzeichnet. Verschiedene Organisationen und Laboratorien wurden gegründet, um ein einheitliches System zu schaffen und zu bewahren.
Das metrische System ist einfacher als die alten Maßeinheiten, weil verschieden große Einheiten immer glatte Zehnerpotenzen von anderen Einheiten sind. Diese Beziehung zwischen den Einheiten führt im Dezimalsystem zu leichten Umrechnungen von einer Einheit zur anderen.
Die gegenwärtig vorherrschende Ausprägung eines metrischen Systems ist das Internationale Einheitensystem (SI). Es wurde im Jahr 1954 – noch nicht unter seinem heutigen Namen und mit zunächst sechs, dann sieben Basiseinheiten – begründet und basierte ebenfalls auf Meter, Kilogramm und Sekunde, erweitert um die Basiseinheiten Kelvin (Temperatur), Ampere (elektrische Stromstärke), Mol (Stoffmenge) und Candela (Lichtstärke). Mit der Reform von 2019 erfolgte mit der  Abkehr vom Prinzip der Basiseinheiten ein Paradigmenwechsel; alle SI-Einheiten sind nun darüber definiert, dass Naturkonstanten feste Zahlenwerte zugewiesen wurden.
Heute noch gebräuchliche Spezialsysteme sind beispielsweise Astronomische Maßeinheiten und Elektromagnetische Maßeinheiten.

## Typografische Maßeinheiten
Der typografische Punkt als Einheit der Schriftgröße wurde von Pierre Simon Fournier im Jahr 1737 eingeführt und 1755 von den Brüdern François Ambroise Didot und Pierre-François Didot weiterentwickelt. Der Didot-Punkt (dd) betrug 0,376065 Millimeter (das Grundmaß war auch hier: ein französischer Fuß, Pied de roi), bis er 1973 zur einfacheren Handhabung im metrischen System auf 0,375 Millimeter abgerundet wurde. Zur Unterscheidung wird die neue Einheit häufig auch typographischer Punkt genannt. In diesem System (Schriftsatz) gibt es auch die Einheit Cicero, ein Cicero entspricht zwölf Punkt. Vier Cicero werden zu einer Konkordanz zusammengefasst. Eine ausführliche Darstellung/Gegenüberstellung gibt es unter Schriftsatzmaße.
1886 kam aus den USA (Fa. Marder, Luse & Co. Chicago) mit der Erfindung der Linotype-Zeilengussmaschine ein alternatives Punktmaß auch nach Europa: der Pica-Punkt (pp) hat die exakte Größe von 0,3514598 Millimetern, das entspricht ungefähr 1/72 Zoll. Analog zum Cicero bildet hier ein Pica das nächsthöhere Schriftmaß von zwölf Pica-Punkt.
Heute werden im IT-Bereich „geglättete“ Maße verwendet. Ein Zoll hatte genau 72,27 (Pica-)Punkt, heute hat ein Zoll genau 72 DTP-Punkt (gelegentlich auch PostScript-Punkt). Der DTP-Punkt (pt) ist die einzig verlässliche Größe (zurzeit) als Maßangabe auf dem Computer. Die Punktgrößen weichen zwischen PC-Systemen (auch Linux) und Apple Mac-Systemen etwas voneinander ab.
Historisch bedingt wird mit den oben genannten Maßeinheiten nicht die tatsächliche Buchstabengröße (Versalhöhe) gemessen, sondern die so genannte Kegelhöhe. Der Kegel ist im Bleisatz der Körper, der den (meist kleineren) Buchstaben trägt.
Die DIN 16507-2 verwendet metrische Maße, die Schriftgrößenabstufung ist 0,25 mm, bei Bedarf 0,05 mm. 1 p Didot = 0,376 mm. Der Kegel kennzeichnet die Schriftgröße.

## Listen historischer Maße und Gewichte
Die Anfänge des Messens in der Frühzeit der Menschheit werden in der Kognitiven Archäologie beschrieben.
Antike:
- historische Maße und Gewichte der Antike, siehe Alte Maße und Gewichte (Antike)
  - historische Maße und Gewichte der Römischen Antike, siehe Alte Maße und Gewichte (Römische Antike)
  - Maße und Gewichte der Bibel, siehe Maße und Gewichte in der Bibel

Mittelalter und Frühere Neuzeit:
- Vormetrische Längenmaße
- historische Maße und Gewichte des deutschsprachigen Raumes, siehe Alte Maße und Gewichte (deutschsprachiger Raum)

Europa:
- Deutschland: Baden, Bayern, Braunschweig, Hannover, Hessen, Mecklenburg, Nürnberg, Preußen, Sachsen, Württemberg
- Alte Maße und Gewichte (Dänemark)
- Alte Maße und Gewichte (England)
- Alte Maße und Gewichte (Finnland)
- Alte Maße und Gewichte (Frankreich)
- Alte Maße und Gewichte (Griechenland)
- Alte Maße und Gewichte (Italien)
  - Alte Maße und Gewichte (Toskana)
- Alte Maße und Gewichte (Niederlande)
- Alte Maße und Gewichte (Norwegen)
- Alte Maße und Gewichte (Österreich)
- Alte Maße und Gewichte (Polen)
- Alte Maße und Gewichte (Russland)
- Alte Maße und Gewichte (Schottland)
- Alte Maße und Gewichte (Schweden)
- Alte Masse und Gewichte (Schweiz)
- Alte Maße und Gewichte (Spanien)
- Alte Maße und Gewichte (Türkei)

Andere Weltgegenden:
- Alte Maße und Gewichte (Arabien)
- Alte Maße und Gewichte (China)
- Alte Maße und Gewichte (Guatemala)
- Indische Maße und Gewichte
- Shakkanhō (Japan)
- Mexikanische Maße und Gewichte
- Nepalesische Hohlmaße
- Alte Maße und Gewichte (Persien)
- Alte Maße und Gewichte (Thailand)
- Tibetische Maßeinheiten
- Tigday (Philippinen)
- Sukel (Molukken)

## Museum
Das Musée des Arts et Métiers in Paris, untergebracht in einem alten Kloster (60 rue Réaumur), zeigt zahlreiche historische Exponate zu Maßen und Gewichten. Eine Ausstellung zu Maßen und Gewichten ab Mitte des 19. Jahrhunderts besteht im Freilichtmuseum Roscheider Hof.